# Ne te retourne pas
Ne te retourne pas és un pel·lícula francesa-italià-belga-luxemburguesa coescrita i dirigida per Marina de Van, estrenada el 2009.

## Sinopsi
Jeanne, escriptora, viu a París amb el seu marit i els seus dos fills. Amb amnèsia des de la seva primera infància, s'adona que les coses comencen a canviar al seu voltant: la disposició dels mobles del seu pis, la decoració del mateix, i fins i tot l'aspecte propi de la gent; però ella és l'única que nota aquestes transformacions.
Els que l'envolten, preocupats per ella, ho atribueixen a l'estrès consegüent del seu darrer llibre, rebutjat per la seva editorial. Però ella, bocabadada per la incomprensió del que li passa, es retira en ella mateixa, es separa de la seva família i es refugia amb la seva mare que sembla ser l'única que no canvia.
És allà on descobreix una fotografia antiga feta a Itàlia, que mostra la seva mare, una altra dama i ella mateixa. Els canvis al seu voltant continuen empitjorant, i Jeanne decideix marxar a Itàlia per intentar resoldre l'enigma. Allà, ella revela el seu passat.

## Repartiment
- Sophie Marceau : Jeanne

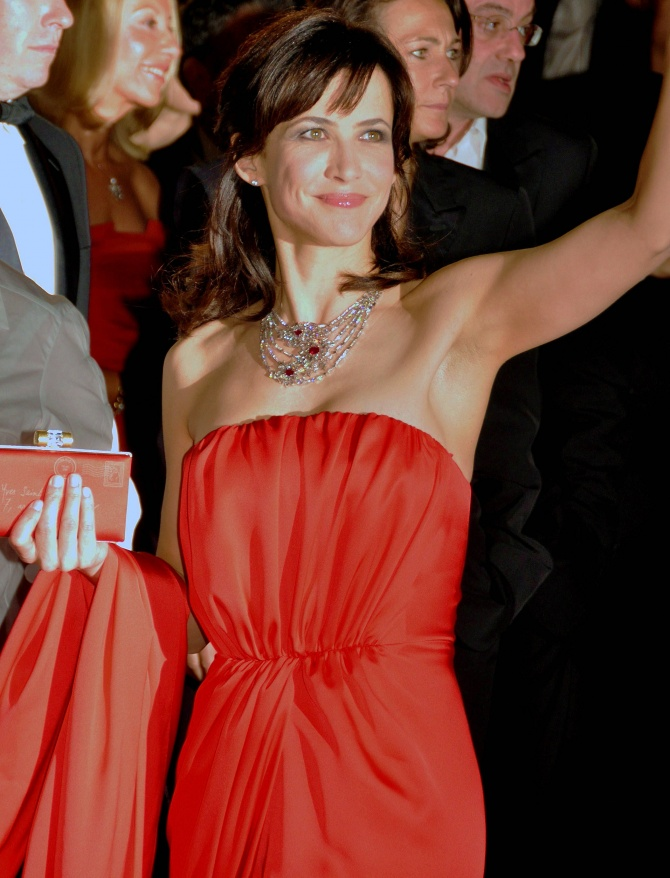
L'actriu Sophie Marceau, presentant la pel·lícula al Festival de Canes 2009.

- Monica Bellucci : Jeanne / Rosa Maria
- Andrea Di Stefano : Teo / Gianni
- Thierry Neuvic : Teo 2
- Brigitte Catillon : Nadia 1 / Mare italiana
- Sylvie Granotier : Nadia 2
- Augusto Zucchi : Fabrizio
- Giovanni Franzoni : Enrico
- Vittoria Meneganti: Nena morena, 11 anys
- Francesca Melucci: Nena rossa, 9 anys
- Didier Flamand: Robert
- Serena d'Amato: Donatella
- Adrien de Van: El psiquiatre

## Estrena
Selecció oficial Fora de Competició al 62è Festival Internacional de Cinema de Canes 2009

## Producció
Els exteriors foren rodats a Lecce, Luxemburg i París. El treball dels efectes especials va requerir més de deu mesos de treball.